# 科爾庫利亞區
15°15′47″S 73°12′00″W / 15.2631°S 73.2001°W
科爾庫利亞區（西班牙語：Distrito de Corculla），是秘魯的一個區，位於該國中南部阿亞庫喬大區的保卡爾德爾薩拉薩拉省，面積97.1平方公里，海拔高度3,470米，2005年人口555，人口密度每平方公里5.7人。